# Griot
Un griot, en la cultura bamana i en altres cultures africanes properes, és un músic ambulant, que a la manera del bluesman va de poblat en poblat narrant històries. Aquesta tradició ha estat heretada per músics moderns de Mali com Habib Koité o per Soriba Kouyaté del Senegal.